# آندره‌آ اوشوارت
آندره‌آ اوشوارت (مجاری: Andrea Osvárt؛ زادهٔ ۲۵ آوریل ۱۹۷۹) بازیگر، تهیه‌کننده فیلم و مدل اهل مجارستان است. وی دانش‌آموختهٔ دانشگاه اوتووش لوراند است و همچنین در یک دوره فیلمنامه‌نویسی در مدرسه فیلمنامه‌نویس شیلینگ-موهاروس در مجارستان شرکت کرد.
از فیلم‌ها یا مجموعه‌های تلویزیونی که وی در آن‌ها نقش داشته است، می‌توان به جاسوس‌بازی، دنیاهایی جدا افتاده و سیسی اشاره نمود.